# Alfonso Palacio Rudas
Alfonso Palacio Rudas (Honda, Tolima, 12 de junio de 1912-Bogotá, 1 de agosto de 1996) fue un abogado, economista y político colombiano, conocido como "El Cofrade" debido a su popular columna de prensa "La cofradía". 
Miembro del Partido Liberal Colombiano, fue sucesivamente diputado, contralor general de la República, gobernador de Tolima, alcalde de Bogotá y ministro de Hacienda de la República. 

## Biografía
Alfonso Palacio Rudas nació en Honda (Tolima) el 12 de junio de 1912, como el tercer hijo de la pareja conformada por Claudio María Palacio y Cornelia Rudas Rudas. Realizó sus estudios en la Capital de la República y a los 17 años termina su bachillerato en el Liceo de la Salle. Posteriormente, se recibe con honores como abogado de la Universidad Nacional de Colombia. Por ser un aventajado estudiante, cuando cursaba el 4.º año en la facultad de Derecho, le conceden un permiso para un retiro temporal de sus estudios y entrar a la burocracia del Tolima como Secretario de Hacienda del Departamento, cargo del cual toma posesión el 26 de noviembre de 1934; obtuvo su título de abogado en 1935.
El 18 de agosto de 1936 contrae matrimonio con una dama ibaguereña: Magdalena Santofimio Trujillo. Como regalo de bodas anticipado, el 15 de julio, el presidente Alfonso López Pumarejo lo designó Secretario de la Legación de Colombia en Panamá. Dura seis meses en este cargo diplomático, pues es llamado a Bogotá para ocupar la Secretaría de Hacienda de Bogotá y posteriormente como Secretario General del Ministerio de Hacienda y Crédito Público, cargo que ocupa hasta el 6 de agosto de 1939. A partir de este momento se dedica a su profesión de abogado hasta 1943, cuando se lanza por el Tolima como Representante a la Cámara, en la cual salió electo y además elegido como su presidente. Al año siguiente, 1944, es nombrado como contralor general de la República, cargo que tuvo en su poder hasta 1948.
Durante el Frente Nacional fue senador de la República en donde se caracterizó por su férrea oposición a muchos de los actos del gobierno de la época, naciendo la “Cofradía”. Al poco tiempo, inicia su labor de comentarista económico en el diario de El Espectador con la famosa “Columna del cofrade”.
A partir de 1958 fue Senador de la República y alternó su actividad parlamentaria con la Embajada en Dinamarca (1958), la Gobernación del Tolima (1960), la Alcaldía de Bogotá (agosto de 1974 - septiembre de 1975), la Embajada en Brasil (1975-1976) y el Ministerio de Hacienda (1977-1978).
En la última etapa de su vida pública se destaca su elección como miembro de la Asamblea Nacional Constituyente de 1991, en especial por su participación en las plenarias de la Asamblea contribuyó a enriquecer el trabajo sobre los temas de banca central y presupuesto que se había adelantado en la Comisión Quinta (temas constitucionales de la hacienda pública), aunque él se inscribió en la Comisión Tercera (estudio de los poderes ejecutivo y legislativo).
Su casa, ubicada en el norte de Bogotá, contenía una vasta biblioteca donde se encontraban libros referentes sobre hacienda pública, economía y derecho. En vida manifestó que ocurrido su óbito, su biblioteca se convirtiera en un lugar público y así fue, convirtiéndose en una plaza satélite de la biblioteca Luis Ángel Arango.

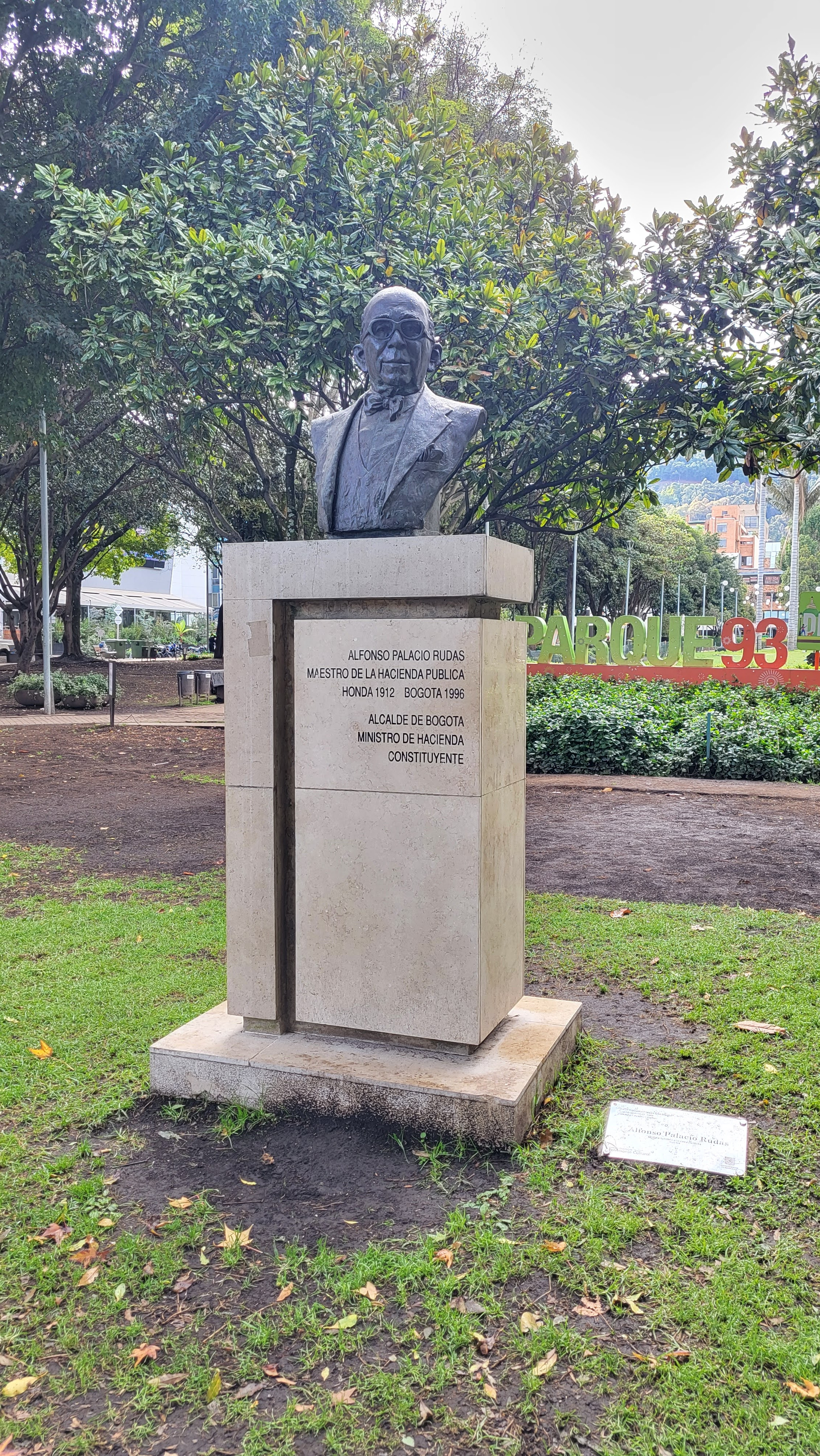
Monumento en Parque de la 93, Bogotà